# Chytridiopsis
Chytridiopsis är ett släkte av svampar. Chytridiopsis ingår i familjen Chytridiopsidae, ordningen Chytridiopsida, klassen Microsporea, divisionen Microspora och riket svampar.
| Chytridiopsis | \| \| Chytridiopsis hahnii \| \| \| \| |
|               | \| \| Chytridiopsis hahnii \| \| \| \| |
|               | Chytridiopsis hahnii                   |
|               |                                        |

|  | Chytridiopsis hahnii |
|  |                      |